# Пратт, Мэри
Мэ́ри Фрэ́нсис Пратт (англ. Mary Frances Pratt, урожд. Уэст, англ. West; 15 марта 1935, Фредериктон, Нью-Брансуик — 14 августа 2018, Сент-Джонс, Ньюфаундленд и Лабрадор) — канадский живописец и график, одна из ведущих художников-реалистов Канады XX века.
В ходе учёбы в Университете Маунт-Эллисон вышла замуж за студента Кристофера Пратта, ставшего известным художником, и позже вместе с ним переехала в сельскую местность на Ньюфаундленде. Родив четырёх детей, делила время между ведением хозяйства и собственными занятиями живописью. За несколько лет прошла путь от «импрессионистского» стиля к собственной форме фотореализма, начав использовать диапозитивы, чтобы иметь возможность отразить переменчивые световые эффекты, и выработав собственный стиль особо гладкого письма с применением нестандартных материалов. В коллективных выставках участвовала с начала 1960-х годов, первая персональная выставка прошла в 1967 году.
Продолжала работу до начала 2010-х годов. Прославилась как автор натюрмортов на бытовую тематику и мастер световых эффектов, однако написала также значительное количество портретов (в том числе в жанре ню) и картин пейзажного характера. Работы Пратт входят в коллекции крупнейших канадских художественных галерей, она стала членом Королевской канадской академии искусств, компаньоном ордена Канады (1996) и лауреатом Премии Молсона (1997).

## Биография
Мэри Фрэнсис Уэст родилась в 1935 году во Фредериктоне (Нью-Брансуик) в семье Уильяма Джона Уэста и Кэтрин Элинор (Кэй) Макмюррей-Уэст. Её отец, выходец из богатой семьи, владевшей сельскохозяйственными землями и лесозаготовительными компаниями, был известным адвокатом и впоследствии занимал посты генерального прокурора и вице-премьера Нью-Брансуика (в дальнейшем также заняв должность члена Верховного суда провинции). Мать Мэри была его секретаршей, и они поженились в 1933 году несмотря на 11-летнюю разницу в возрасте. Мэри была старшим ребёнком в семье, в следующие два года Кэтрин родила ещё двух девочек, но средняя дочь, Салли, умерла в младенчестве. Воспитанием Мэри и её младшей сестры Барбары занимались в основном мать и бабушка по материнской линии Эдна Макмюррей, привившие девочкам любовь к порядку и маленьким домашним ритуалам.
Среди хобби Кэй Уэст было раскрашивание фотографий, и обе её дочери находили это занятие захватывающим. У Мэри с детства было отлично развито чувство цвета; она вспоминала, как в шесть лет ей поручили преподнести букет алых роз прибывавшему с визитом члену королевской семьи, и она очень переживала, что разные оттенки красного у роз в букете и у её собственного платья наверняка вызовут насмешки у высокопоставленных гостей. Живой интерес у девочки вызывала игра света в стеклянных посудинах с желе, которое варила её мать, и она сама пыталась повторить эти эффекты, расставляя на окне в собственной комнате стаканы с подкрашенной водой.
Интерес к рисованию у Мэри пробудила воспитательница в детском саду, и уже в годы учёбы в начальных классах, в 11 лет, её картина «Сборщики кленового сока» (англ. Sugar Maple Workers) была включена в международную экспозицию детской живописи Музея в Люксембургском саду (Париж). Позже она посещала занятия на летних курсах в Центре искусств Университета Нью-Брансуика, которые вели несколько прогрессивных канадских художников — Люси Джарвис, Альфред Пински (группа «Еврейские художники Монреаля»), Фриц Брандтнер и Джон Тодд. Последний занимался с Пратт наиболее плотно и оказал значительное влияние на её стиль и технические приёмы (в частности, по его совету она вырезала из журналов и газет фотографии, которые могли служить основой для её будущих картин). Увлечению живописью не мешала даже близорукость — с 12 лет девочке приходилось носить очки.
Родители поддерживали увлечение Мэри искусством и сумели убедить её продолжать карьеру в этой области, когда в 18 лет она решила, что заниматься искусством — слишком эгоистичный выбор. Позже она рассказывала, что предпочла бы изучать прикладное искусство в Институте Пратта в Нью-Йорке, но в итоге в 1953 году записалась на отделение изящных искусств Университета Маунт-Эллисон в Саквилле (Нью-Брансуик). Её семья была тесно связана с этим вузом: её отец много лет был членом совета попечителей университета, а дядя — его вице-президентом. В Маунт-Эллисоне её учителями были успешные канадские живописцы Алекс Колвилл, Лорен Харрис (сын участника Группы семи, носившего это же имя) и Тед Пулфорд. Важнейшей частью обучения были технические аспекты живописи, графики и дизайна. Их преподавание занимало первые три из четырёх лет учёбы, и только на последнем курсе студентам предоставили больше свободы и познакомили с идеями абстракционизма. Методичность и акцент на профессиональной подготовке вполне устраивали девушку, ощущавшую в себе нехватку художественного вдохновения. Больше всего ей нравилось воспроизведение в графике гипсовых фигур, она также хорошо себя проявляла в работе над натюрмортами и портретами.
На втором году учёбы Мэри Уэст познакомилась с ещё одним студентом Маунт-Эллисона Кристофером Праттом, проходившим подготовку к поступлению на медицинский факультет (позже она вспоминала, что влюбилась с него с первого взгляда). На следующий год он также перевёлся на отделение изящных искусств, и в дальнейшем они часто работали над совместными проектами. Во время 1954/1955 учебного года их отношения переросли в романтические.
В 1955 году Пратт вернулся на Ньюфаундленд в свой родной Сент-Джонс, где убедил отца позволить ему заниматься живописью. На следующий год Уэст получила диплом об окончании курса изящных искусств (дающий право преподавать рисование в школах). Она хотела продолжать учёбу, чтобы получить степень бакалавра, но больше никто из её потока на четвёртый год не оставался, и Лорен Харрис предложил ей сделать перерыв в учёбе, пока на четвёртый курс не пойдёт ещё один талантливый студент, Том Форрестолл, начавший занятия позже неё. В итоге весной 1956 года она вслед за Кристофером Праттом перебралась в Сент-Джонс, где нашла работу эрготерапевтом; в своей работе с больными детьми она использовала средства изобразительного искусства.
В сентябре 1957 года Кристофер и Мэри поженились и сразу после этого отправились в Шотландию, где планировали вместе учиться в Школе искусств Глазго. Вскоре, однако, выяснилось, что Мэри беременна, и в итоге Кристофер в одиночку на протяжении года посещал занятия в Школе искусств, а она проводила время в музеях и за мольбертом. После первого года пребывания в Шотландии они вернулись на Ньюфаундленд, где в июле 1958 года родился их первенец (получивший в честь отца Мэри имя Уильям Джон), а затем снова отправились в Глазго. Там Кристофер провёл ещё год в Школе искусств, а его жена в основном посвятила себя заботе о муже и сыне, выкраивая время для посещения художественных галерей и собственных занятий рисованием. Работая в одной мастерской с Кристофером, она перенимала у него всё, что он изучал в Школе искусств. Во время посещений картинных галерей она также познакомилась с творчеством французского мастера натюрморта Жана-Симеона Шардена, которое впоследствии оказало влияние на её собственные стиль и тематику.
По окончании двух лет учёбы Кристоферу предложили продолжить обучение в Школе искусств уже на специализированных трёхлетних курсах, но он отказался оставаться в Шотландии ещё на три года. Повторно вернувшись в Канаду, Пратты в 1959—1960 учебном году продолжили обучение в Университете Маунт-Эллисон — Мэри на четвёртом курсе, а Кристофер на третьем. Система преподавания в университете за несколько лет стала менее жёсткой, студенты старших курсов получили возможность самостоятельно выстраивать расписание, и рождение второго ребёнка — дочери Энн — не заставило Мэри бросить занятия. Она лишь распределила курсы заключительного года учёбы на два. Это также позволило им с Кристофером окончить учёбу вместе, в 1961 году. В дипломном автопортрете Мэри Пратт прослеживаются отсылки к творчеству Вермеера — одного из её любимых художников, чьи картины Эрнст Гомбрих называл «натюрмортами с человеческими фигурами», — в частности, к «Молочнице» и «Молодой женщине с кувшином воды». По окончании обучения она получила степень бакалавра изящных искусств.
По окончании учёбы Пратт снова переехала с мужем в Сент-Джонс, где на протяжении двух лет преподавала живопись на заочном отделении Мемориального университета Ньюфаундленда. Эта работа оставляла ей время для занятий творчеством, и некоторые из её работ были включены в групповую выставку в Университете Далхаузи в Галифаксе.
Кристофер в это время занимал должность директора картинной галереи университета, сочетая эту работу с преподаванием на вечернем отделении, однако это почти не оставляло ему времени для самостоятельного творчества. За два года он сумел закончить только одну картину, «Дом и амбар»; это полотно получило высокие оценки и было выбрано для участия в 5-й выставке-биеннале в Национальной галерее Канады, но нехватка времени на творчество вызывала у Пратта неудовлетворённость и злость на всех вокруг. Он отклонил предложение занять преподавательское место в Университете Маунт-Эллисон и в 1963 году, ссылаясь на ухудшение здоровья, уволился из Мемориального университета. Забота о содержании семьи легла на Мэри, но в том же году она родила третьего ребёнка — дочь Барби. После этого супруги перебрались в загородный коттедж «Салмонир» на одноимённой реке в часе езды к юго-западу от Сент-Джонса. Там на следующий год родился ещё один ребёнок — мальчик, получивший имя Нед. В этих условиях Мэри, уделявшая большую часть времени заботе о детях, использовала любую возможность для занятий живописью, развивая технические навыки, полученные в Университете Маунт-Эллисон.
В «Салмонире», который Кристофер Пратт называл «своим Уолденским прудом», он возобновил интенсивные занятия живописью (первая картина, законченная на новом месте, датирована 28 июня 1963 года). Чтобы обеспечить семью, художник наладил производство небольших серий гравюр — сначала шелкографий, а позже литографий. В механической части процесса ему помогала жена. Она также занималась иллюстрированием книги местного орнитолога Леса Таккера о бекасах, что заняло около двух лет. Для Мэри, выросшей в зажиточной семье, неустроенное начало их загородной жизни было тяжёлым: в первые годы коттедж был неутеплённым, случались перебои с электричеством, а экономика провинции в целом переживала тяжёлые времена. Однако благодаря материальной поддержке со стороны обеих семей и друзей Пратты не бедствовали и вели жизнь, типичную для буржуазной прослойки общества, позволяя себе и вечеринки, и поездки в город на собственном автомобиле. В близлежащей деревне Маунт-Кармел их семья была известна как «богатые Пратты».
Репутация Кристофера, который привлёк внимание специалистов ещё в университете, в годы жизни в «Салмонире» выросла ещё больше, и их дом вскоре стал местом, где собирались представители богемы во время посещений Ньюфаундленда. Однако Мэри в это время было не до карьеры художника, она начала сомневаться в собственных способностях и пережила период глубокой депрессии. Только в 1967 году, когда дети пошли в школу, она всерьёз возобновила работу в этом направлении. Биограф Праттов Кэрол Бишоп-Гвин утверждает, что возобновлению творческой карьеры Мэри способствовало то, что Кристофер изменял ей с натурщицей Донной Мини. Это привело к охлаждению её собственных чувств и осознанию бессмысленности личной жертвы. В то же время Пратт всегда подчёркивала, что не питает неприязни к Донне и считает её подругой и почти членом семьи. Позже она также говорила, что именно изоляция в «Салмонире», которая едва не привела к досрочному концу её карьеры как художницы, в итоге помогла ей не утратить веру в себя: более близкое знакомство с современным ей миром искусства могло заставить разочароваться в собственных живописных опытах и бросить рисовать совсем.
Первая персональная выставка Мэри Пратт состоялась в марте 1967 года в картинной галерее Мемориального университета. Её организатором стал преемник Кристофера Пратта на посту директора галереи Питер Белл, который следил за развитием мастерства Пратт и познакомил зрителей с 44 работами художницы (охватывавшими период с 1956 по 1966 год). На картины были установлены невысокие цены, и в итоге все они были распроданы, а в сент-джонсской газете Evening Telegram появилась положительная рецензия за подписью критика Рэя Перлина. В 1969 году была создана одна из её наиболее знаковых работ — «Стол после ужина» (англ. Supper Table). В том же году состоялась её персональная выставка в галерее Моррисон (Сент-Джонс).
Сомнения в правильности выбранного метода работы (см. Особенности творчества) привели к тому, что в 1970 году Мэри бросила занятия живописью и занялась рукоделием, однако уже в начале следующего года возобновила работу над живописными произведениями. К этому году относится ещё одна её известная работа — «Потрошёные куры» (англ. Eviscerated Chicken). В 1971 году в рамках выставки, организованной Мемориальным университетом, две её картины соседствовали с работами Кристофера. Когда выставка посетила Торонто, они получили высокие оценки от критиков и были выбраны в качестве иллюстраций к статьям в газетах Toronto Star и Globe and Mail, рассказывающим об экспозиции. После этого Мэри, наконец, обзавелась собственной мастерской, приспособив для этой цели хорошо освещённую старую теплицу.
Отношение публики к творчеству Праттов менялось: хотя у Кристофера по-прежнему было больше поклонников, интерес к работам Мэри постоянно рос. Среди посетителей дома Праттов была куратор Национальной галереи Канады Майо Грэм, чьё внимание привлекла картина «Филе трески на фольге». По воспоминаниям Мэри Пратт, их разговор с Грэм привёл к включению её работ в первую крупную коллективную выставку в карьере — «Несколько канадских художниц» (англ. Some Canadian Women Artists), представленную в Национальной галерее в 1975 году. Одну из участвовавших в выставке картин Пратт, «Смородиновое желе», Национальная галерея приобрела для постоянной экспозиции в следующем году (сама Грэм вспоминала, что была впечатлена этой работой ещё на персональной выставке Пратт в 1973 году). Хотя критика в целом приняла выставку прохладно, работы Пратт удостоились высоких оценок, и обозреватель газеты Canadian Review даже писала, что они спасают всё мероприятие.
В течение 1970-х годов Пратт также участвовала в таких коллективных выставках, как SCAN (Ванкуверская картинная галерея, 1974) и «Аспекты реализма» (англ. Aspects of Realism, картинная галерея Стратфорда, 1976). Семилетняя ретроспектива творчества Пратт была представлена в торонтской галерее Aggregation (искусствовед Том Смарт датирует эту выставку 1976, а его коллега Рэй Кронин — 1978 годом). В 1978 году картина «Девушка в плетёном кресле» — нетипичный на тот момент в творчестве Пратт портрет в жанре ню — появилась на обложке журнала Saturday Night. В 1981 году Лондонская региональная картинная галерея организовала ещё одну ретроспективу работ Пратт, включавшую 47 картин; эта выставка объездила всю Канаду. В 1987 году Пратт участвовала в коллективной выставке Painting the Town, стартовавшей в Торонто и посетившей ещё девять канадских городов; в рамках этого мероприятия репродукция её картины «Скумбрия на палубе» (англ. Decked Mackerel) была выставлена на большом рекламном щите над торонтской автомагистралью Гардинер.
Позже туры по разным городам города Канады совершили ещё две персональных выставки: экспозиция 1995 года The Art of Mary Pratt: the Substance of Light привлекла в общей сложности 100 тысяч посетителей в восьми городах, а 50-летняя ретроспектива, подготовленная сент-джонсской галереей The Rooms, переезжала из города в город с 2013 по 2015 год. В 1999 году Пратт стала одной из двух канадских авторов, представленных на международной выставке BILLBOARD: Art on the Road в Массачусетском музее современного искусства. Начиная с персональной выставки 1985 года творчество Пратт постоянно представляла одна из престижнейших галерей страны — Галерея Миры Годард, из которой её картины расходились по частным, корпоративным и публичным коллекциям.
Помимо занятий живописью, Мэри Пратт активно участвовала в деятельности общественных и культурных организаций Канады. Она в частности входила в комиссию по ревизии федеральной культурной политики (комиссия Эпплбаума — Эбера, 1981), в совет попечителей Университета Маунт-Эллисон (1983—1989), в Канадский совет по искусству (1987—1993) и в совет директоров Картинной галереи Ньюфаундленда и Лабрадора, в консультативный совет по рыболовной промышленности, в совет попечителей благотворительной больницы Сент-Джонса, а в 1980 году стала гражданским членом правления Адвокатского общества Ньюфаундленда и Лабрадора. В 2004 году Пратт сыграла важную роль в основании культурного комплекса The Rooms, где разместились провинциальная картинная галерея, музей и архив Ньюфаундленда и Лабрадора. В 1985 году она выступила в роли иллюстратора книги Синтии Уайн Across the Table: An Indulgent Look at Food in Canada. Художница также создавала произведения для благотворительных продаж — так, картина «Поднимающаяся опара» (англ. Bread Rising, 1994) была пожертвована ею благотворительной выставке, выручка от которой пошла на помощь жертвам рака молочной железы.
Через 11 лет после рождения четвёртого ребёнка Пратт неожиданно снова забеременела. В начале января 1975 года, примерно на 24-й неделе, она родила двойню; один из младенцев, по-видимому, был к этому времени мёртв уже несколько недель, другой прожил несколько часов и его успели окрестить, дав имя Дэвид Филип. Некоторое время после родов художница болела и даже была госпитализирована, по-видимому, с депрессией. Душевное состояние Пратт в это время нашло отражение в картине «Яйца в яичной коробке», на которой, несмотря на название, изображены не целые яйца, а разбитая, пустая скорлупа с остатками белка. Работа над этим натюрмортом была первой, ради которой художница вернулась в мастерскую после многомесячного перерыва. Символично, что на картине изображены остатки именно шести яиц — по числу детей Пратт, включая умершего в утробе. Искусствовед Сара Милрой называет эту работу «образом растраченной плодоносности» (англ. an image of fertility spent). В 1979 году по настоянию лечащего врача Мэри сделали гистерэктомию.
После смерти отца Кристофера Пратты в 1981 году предприняли попытку переехать в Сент-Джонс, использовав полученное наследство для строительства нового фешенебельного дома с двумя мастерскими. Жизнь в шумном городе, однако, оказалась нестерпимой для Кристофера, который через несколько недель вернулся в «Салмоньер», ссылаясь на нервное расстройство. Мэри последовала за мужем. Несмотря на жизнь в одном доме, они всё больше отдалялись друг от друга, но на людях поддерживали видимость счастливой супружеской жизни. Когда Кристофер в середине 1980-х годов влюбился в очередную юную ассистентку, Жанетт Миан, Мэри пыталась спасти их брак от распада. Находя в искусстве отдушину от неприятностей в семейной жизни, в это время художница была особенно продуктивна и только за 1987 год создала 34 картины. Импровизированную мастерскую в теплице сменило специально построенное здание, в котором Пратт работала с осени 1983 года. Новая мастерская стала её личным пространством, куда никому, включая Кристофера, не было доступа без её разрешения.
После того как летом 1991 года Мэри перенесла в Торонто операцию по замене коленного сустава, Кристофер пробыл с ней некоторое время в реабилитационном отделении, но потом уехал в «Салмонир» и по телефону заявил жене, что ей незачем туда возвращаться, поскольку ему лучше без неё. Когда она всё же вернулась на Ньюфаундленд, он начал почти всё время проводить в своей новой мастерской, стоявшей поодаль от дома. В начале 1992 года, когда Мэри расплакалась в постели, муж заставил её собрать вещи и отвёз её в семейный дом в Сент-Джонсе. На протяжении следующего десятилетия они по-прежнему часто появлялись вместе на людях, но вели отдельную жизнь во всех остальных аспектах и почти не разговаривали. Одиночество Мэри Пратт в эти годы отражают её картины «Ужин на одного» (которую критики противопоставляют более известнему раннему «Столу после ужина») и «Имбирный эль и сандвич с помидором». По собственным словам художницы, чувства, вызванные разрывом, повлияли на создание в 2005 году натюрморта «Ленты алые, половинки граната» (название отсылает к строкам «Песни песней», 4:3), на котором из разломленной гранатины рассыпаются зёрна и разливается сок.
Официальный развод состоялся в 2005 году. К этому времени у Мэри завязались интимные отношения с художником и историком искусства Джеймсом Малоном Розеном, американцем, проживавшим в эти годы на Ньюфаундленде. Они путешествовали вместе, сначала в США, а затем в Италию, и в итоге поженились летом 2006 года (следующей весной Кристофер взял в жёны Жанетт Миан). По оценке К. Бишоп-Гвин, отношения между Пратт и Розеном вряд ли можно было охарактеризовать как любовь, но в них было достаточно взаимной теплоты и заботы. Однако со временем между ними начались разногласия, причём камнем преткновения стала их общая профессия: Мэри, успешная художница, оспаривала авторитет Джима как эксперта-искусствоведа, создавая картины, не соответствующие принятым канонам. Её также раздражали его склонность к разглалольствованиям и неопрятность. В итоге и этот брак распался к 2012 году.
К 1990-м годам возраст и условия работы стали сказываться на состоянии здоровья Пратт. Её зрение продолжало ухудшаться, у неё развился артрит, и работать над картинами становилось всё труднее. Эту проблему художнице удалось частично решить, уделяя больше внимания графике, чем живописи, что требовало меньших усилий. В 2010-е годы она страдала также от синдрома Шегрена — аутоимунного заболевания, один из симптомов которого, сухие глаза, сделал невозможной дальнейшую работу над мелкими деталями изображений. Совокупность болезней заставила её полностью прекратить занятия живописью в 2013 году. Мэри Пратт умерла в августе 2018 года в возрасте 83 лет у себя дома в Сент-Джонсе, оставив после себя двух сыновей и двух дочерей. Церемонии, посвящённые её памяти, прошли в Сент-Джонсе и Фредериктоне.

## Очерк творчества
Мэри Пратт не признавала распространённой в годы её молодости концепции, согласно которой искусство непременно должно быть суровым и провокативным. Уже в 20 лет она восстала против этой точки зрения, когда выступавший с лекцией в Университете Маунт-Эллисон Алан Джарвис, директор Национальной галереи Канады, с презрением отозвался о «картинках для конфетных коробок». Молодая студентка заявила, что приятные ощущения могут быть не менее стимулирующими, чем неприятные, и что она не обязана специально выискивать уродство в жизни, чтобы быть современным художником. Позже, выйдя замуж, она отказалась смириться с советом своего преподавателя Лорена Харриса, сказавшего ей, что в семье может быть только один художник и это место уже занято Кристофером. Напротив, биографы пишут, что эти слова подстегнули стремление Мэри продолжать рисовать.

### Изобразительная техника
Свои первые художественные работы, составившие основу персональной выставки 1967 года, сама Пратт называла «импрессионистскими». Этот стиль больше всего подходил для отображения игры света на предметах, которые она рисовала (одним из примеров раннего экспериментирования со световыми эффектами стала картина 1964 года «Камин в „Салмонире“»). Образцом для подражания для Пратт на этом этапе был стиль канадского художника Гудриджа Робертса, для её работ, создававшихся на небольших деревянных дощечках, характерны размашистые, свободные мазки.
Уже к 1966 году, однако, Пратт начала более строго подходить к вопросам композиции и передачи форм, добиваясь математической точности. Образцом элегантной геометрической формальности композиции могут служить созданные тремя годами позже «Печёные яблоки на фольге»; в то же время у каждого яблока на картине свой неповторимый «характер», создаваемый вариациями в форме и текстуре. В её творчестве произошёл поворот к фотографическому реализму. По собственным словам художницы, она хотела «привнести в картины эротический заряд» (англ. bring that erotic charge to the paintings; схожую характеристику её творчеству в следующем десятилетии дал критик Роберт Фулфорд, писавший о «прямом и чувственном взаимодействии художницы с предметом её картины». Толчок к новому направлению в работе дала необычная игра света на неубранной постели с красным одеялом. Мэри немедленно начала работу над картиной, воспроизводящей поразивший её эффект. Эта работа продолжалась две недели, в течение которых постель оставалась нетронутой, а Мэри и Кристофер спали в другом месте.
После этого Пратт начала целенаправленные попытки передать в живописи игру света, падающего на разные поверхности и проходящего через полупрозрачную среду, превращая обыденность в театральную сцену. Однако художница вскоре столкнулась с технической проблемой: освещение менялось быстрее, чем она успевала его отобразить. Решением стало использование цветных диапозитивов, фиксирующих момент с оптимальным освещением, — идею подал муж. Диапозитив служил художнице как «карта» для первичной композиции и фиксации соотношений между объектами и светотенью. После этого она уже не соблюдала цвета оригинала в точности, по собственному выражению, «почти выдумывая» их. Специфика работы с диапроектором накладывала отпечаток на стиль художницы: по её собственным словам, у её работ два источника света — естественный и от проектора. На это же обратил внимание и куратор ванкуверской галереи Equinox, предложивший для организуемой там выставки Пратт название «Внутренний свет».
Первой картиной, созданной с использованием диапозитива, стал в 1969 году «Стол после ужина». Художница вспоминала, что обработанный кадр позволил ей внимательно изучить ранее не замеченные детали, обнаружив, в частности, что у бутылки с кетчупом видна не только внешняя поверхность, но и часть внутренней. Этот метод не был уникален для Пратт: с диапозитивами работали многие представители нового реализма как в Европе, так и в Северной Америке, стремившиеся запечатлеть как эффекты освещения, так и текстуру поверхностей. Впоследствии, по собственным словам, художница фотографировала многие сцены и предметы, бросавшиеся в глаза, а затем, после того как фотографии были проявлены и выполнены в виде диапозитивов, пересматривала их заново, определяя, что именно привлекло её внимание и остаётся ли это интересным для неё и теперь (одним из способов напомнить себе о тех или иных визуальных впечатлениях были записи в дневниках, которые Пратт вела с 1960-х годов). Сюжеты, прошедшие этот вторичный отбор, становились основой для картин, но иногда между временем, когда был сделан снимок, и началом работы над картиной проходили годы, а большинство кадров так никогда и не использовалось.
Хотя Пратт была не в курсе новейших веяний в западном искусстве конца 1960-х годов, её эксперименты во многом совпали с набиравшими в это время силу тенденциями, известными как новый реализм. Тем не менее художницу одолевали сомнения в правильности избранного метода, который казался ей низкой формой искусства, не более чем «копированием» реальности (Пратт вспоминала, что той же позиции придерживались и её родители, считавшие использование фотографий аморальной практикой и мошенничеством). Эти сомнения заставили её на несколько месяцев во второй половине 1970 года бросить живопись, занявшись вместо этого шитьём. Преодолеть очередной творческий кризис ей помог Кристофер, убеждавший её в необходимости продолжать брошенные картины.
Ещё одной особенностью стиля Мэри Пратт на этом этапе её творчества было тщательное удаление всех следов мазка кисти. Для выравнивания поверхности картины она использовала собольи кисти, чаще применяемые для рисунков акварелью, нанося мелкими косыми штрихами смесь скипидара и олифы. В силу того, что эта смесь была достаточно жидкой, художнице приходилось сушить готовые работы в горизонтальном положении до полутора месяцев. Согласно Тому Смарту, куратору картинной галереи Бивербрук во Фредериктоне, этот трудоёмкий и долгий процесс служил стремлению Пратт лишить свои картины стиля, сделать их максимально приближёнными к постерам и журнальным иллюстрациям, в то же время позволив свету падать на поверхность изображения сквозь полупрозрачные слои олифы. В рамках борьбы с неровностями поверхности многие свои картины она также рисовала не на холсте, а на прессованном картоне-мазоните.
Рэй Кронин пишет, что Пратт в стремлении приблизить восприятие своих картин к восприятию фотографий сознательно воспроизводила нюансы фокусировки объектива — некоторые планы изображались «не в фокусе», другие, наоборот, передавались неестественно резко. Особенно часто «смазанный» фон, характерный для низкокачественных фотографий, появляется в её произведениях с середины 1970-х годов. Отдавая дань вдохновлявшим её рекламным плакатам, художница вводила в свои работы знаковые марки потребительских товаров — например, бутылку кетчупа Heinz или ящик из-под «Кока-колы». Искусствоведы неоднократно отмечали то, как её творчество перекликается с традициями представителей направления поп-арт, также традиционно включавших в картины узнаваемые товары массового потребления.
Гладкое письмо позволяло художнице акцентировать малейшие нюансы в текстуре изображаемых поверхностей — например, складок кожи на картине «Потрошёные куры» — и добиться иллюзии плавного перетекания одной поверхности в другую. В её работах нет резких переходов и утрированных контрастов; по словам искусствоведа Мирей Иган, «её свет не поглощает. Если тьме доводится случиться, ей не разрешается восторжествовать». Пратт придирчиво относилась к выбору оттенков и, в частности, никогда не использовала готовую чёрную краску, вместо этого смешивая в меняющихся пропорциях красную, зелёную и синюю. Передать цвет желе из красной смородины ей тоже удалось, используя три разных краски — ализариновую багряную, кадмиевый «красный свет» и кадмиевую оранжевую. Путём смешения цветов также достигались «прозрачность» полиэтиленовой плёнки и блестящие поверхности фольги; в этих случаях художница добивалась обмана чувств, когда привычное визуальное восприятие дополняет реальные красочные мазки. Как пример композиции, стимулирующей игру воображения, критики рассматривали картину «Молодой лосось на стекле» (англ. Grilse on Glass), где тушка рыбы без головы и хвоста уложена на блюдо, контурами и текстурой имитирующее целую рыбину. Художница стремилась не просто к реалистичности изображения, но к передаче физических ощущений зрителю — например, она рассказывала, что в натюрморте «Стеклянные яблоки» (1994) нарочно изобразила скол на стеклянной вазе, чтобы зритель мог «почти почувствовать его на зубах».

### Жанровое и тематическое разнообразие
Наиболее известными работами Пратт являются натюрморты, из-за чего у неё сформировался имидж «кухонной» художницы. На её картинах изображён солнечный свет, проходящий через прозрачные банки с желе или через закипающую в толстостенной стеклянной кастрюле Pyrex воду; стекающая в кухонную раковину кровь из отрезанной рыбьей головы; остатки белка и желтка в скорлупе только что разбитых яиц. Однако искусствовед Энн Коваль считает, что Пратт — горячая поклонница творчества Агаты Кристи — сознательно включала в свои произведения намёки и подсказки, которые должны были помочь зрителю проникнуть в дополнительные смыслы изображённого. Другие критики тоже отмечают, что в запечатлённых на картинах Пратт повседневных сценах проявляются более глубокие культурные подтексты — так, на картине «Смородиновое желе» свет закатного солнца, проходящий сквозь красное желе, придаёт ему оттенки, характерные для вина и крови. Распластанная рыба, освежёванная туша лося, печёные яблоки порождают эротические ассоциации — сама художница говорила, что для создания эротичной картины не нужна обнажённая натура.
В 1970-е годы визуальный ряд работ Пратт был экономно-лаконичным, но в следующем десятилетии картины стали более сложными и многогранными; к работам этого периода относятся «Синий виноград и жёлтое яблоко» (1984) и «Лосось между двух кухонных раковин» (1987). В это время художница также начала использовать более богатый арсенал техник — акварель, пастель, рисунок углём. Иногда она совмещала сразу несколько средств в одной картине, в частности, изображая открытый огонь. Одной из причин смены техники был развивавшийся артрит, из-за которого работа мелкими масляными мазками была затруднена.
Хотя натюрморты составляют значительную часть творчества художницы, оно ими не исчерпывается, включая также портреты и пейзажи. Э. Коваль отмечает, что эти картины стали появляться в период, когда у Пратт уже складывался имидж «кухонной художницы», и считает, что расширение тематики было связано с желанием от этого имиджа избавиться. По собственным воспоминаниям художницы, одной из причин, по которым она начала рисовать обнажённую натуру, стали уговоры её подруги Адриенны Кларксон.
В наследие Пратт входит ряд картин («Девушка в плетёном кресле», 1978; «Донна с пуховкой», 1986; и другие), выполненных по старым фотографиям Донны Мини — постоянной натурщицы и любовницы Кристофера Пратта. Первый её портрет в жанре ню — «Девушка в плетёном кресле» — был написан потому, что симметричная композиция диапозитива и игра света на нём показались ей «слишком идеальными, чтобы выбросить», а в дальнейшем, работая над портретами Донны, Пратт исследовала феномен женской сексуальной привлекательности для мужчин.
Историк искусства Герта Морей, автор вышедшей в 1989 году книги о Мэри Пратт, пишет, что её женские образы — в том числе «Девушка в моём пеньюаре» (1981), «Девушка в красном тюрбане» (1981), «Кольдкрем» (1983) и «Донна» (1986) — не обращаются ни к мужским чувствам, ни к каким-то собирательным идеалам женственности, представляя собой скорее карнавальные маски. По мнению других критиков, неоднозначность отношений Мэри, Кристофера и Донны нашла отражение в картине «Девушка в моём пеньюаре», изображающей Донну Мини в трусиках, лифчике и слишком большом для неё измятом неглиже. Искусствоведы увидели в этом произведении, где любовница Кристофера намеренно поставлена в неудобное положение (и для которого сам он по просьбе Мэри делал диапозитивы), выражение женского соперничества и попытку Пратт вернуть себе положение законной жены и хозяйки дома. Более абстрактными поиски притягательности музы-женщины стали позже в 1980-е годы, когда Пратт создала картину «Венера из Северного пруда».
Пратт написала также ряд свадебных портретов, для одного из них — «Барби в платье, которое она сшила сама» — позировала её дочь Барбара. Эта картина, другие изображения свадебных платьев и один из наиболее выразительных портретов Донны Мини в жанре ню (так и называвшийся «Донна») были включены в персональную выставку Пратт «Аспекты церемонии» (англ. Aspects of a Ceremony) в 1986 году. Критики оценили содержание выставки как рассказ об уязвимости женщин и жертвах, которые те вынуждены приносить. Репродукция картины 1986 года «Свадебное платье» впоследствии появилась на обложке книги Элис Манро «Друг моей юности», а репродукция «Барби в платье, которое она сшила сама» — на обложке ещё одной книги Манро «Любовь не теряется». В 1983 году, после рождения первой внучки, Пратт запечатлела сцену её купания на картине «Ребёнок с двумя взрослыми». По просьбе Адриенны Кларксон она написала её официальный портрет после того, как та в 2005 году покинула пост генерал-губернатора Канады.
Жанр автопортрета в творчестве Пратт представлен слабо, но на многих её картинах можно увидеть отражение художницы — в зеркале, стекле, металле. По словам М. Иган, Пратт «играет с присутствием и отсутствием, позиционируя себя как наблюдателя, а не наблюдаемого». Высказывалось также мнение, что её портреты Донны Мини в какой-то мере являются и автопортретами.
Как пейзажистка Пратт впервые попробовала свои силы в 1972 году, создав картину «Фредериктон», передающую её воспоминания о родном городе. Эта работа идиллически спокойна и пронизана ярким светом раннего утра. Обращения к лирическим воспоминаниям детства представлены также многочисленными пейзажами и интерьерами конца 1980-х и 1990-х годов. Однако наиболее заметные из крупных картин Пратт часто были мрачными и тревожными — например, изображение освежёванной лосиной туши («Станция обслуживания», англ. Service Station, 1978). В этой картине и в датированной тем же годом работе «Ещё одна канадская провинция» (англ. Another Province of Canada) критики видят одновременно эротические мотивы и тему насилия; по их мнению, Пратт рассчитывала, что эти картины вызовут у зрителя ассоциации с изображениями убийств и изнасилований, став женским ответом обществу, которым правят мужчины. Сама художница писала о сцене, ставшей основой для «Станции обслуживания», что та «кричала: убийство, изнасилование,.. пытка».
Обозреватель Globe and Mail писал, что «Станция обслуживания» знаменует совершенно непредвиденное расширение эмоционального диапазона в творчестве художницы. Однако обращение к теме символического убийства и скрытый протест против любых его форм критики находят и в некоторых натюрмортах Пратт. К этому ряду Т. Смарт относит, в частности, картины середины 1970-х годов «Лосось на полиэтиленовой плёнке», «Филе трески на фольге», «Яйца в яичной коробке» и «Ростбиф», а Бишоп-Гвин — натюрморты 1980-х годов («Скумбрия на палубе», «Лосось между двух кухонных раковин», «Серебрянка на пурпурной фольге»). Она связывает мотивы насилия в творчестве Пратт с крушением семейной жизни, которое та переживала в это время. В написанных в 1990-е годы натюрмортах, изображающих нарезанные и приготовленные фрукты, критики усматривают аллегории агрессии и насилия в семье, а в серии картин, относящихся к тому же периоду и изображающих костры, Р. Кронин видит открытую отсылку к теме жертвоприношения. Натюрморты Пратт неоднократно сравнивали с картинами в жанре vanitas, посвящёнными бренности всего сущего. Публично, впрочем, сама художница отрицала наличие в своих работах протестного социального подтекста и возражала против того, чтобы её называли феминисткой, хотя и признавала, что многим обязана женскому движению и сочувствует его целям.
В середине 1980-х годов творческая эволюция Пратт заставила её задуматься о переходе от живописи — статичного изображения мира — к кинематографу, позволяющему запечатлеть динамические процессы. В 1983—1985 годах она создала раскадровку, представляющую замысел будущего 30-минутного фильма, однако этот проект остался нереализованным. В 1993 году вышел другой 30-минутный фильм, «Рождество Мэри Пратт», основанный на подготовленных художницей раскадровках и впоследствии известный под названием «Эта маленькая свинка» (англ. This Litte Piggy). Его первые кадры, изображающие гуманный забой свиньи, которая потом пойдёт на праздничный стол, шокировали некоторых зрителей, и художница была вынуждена принести публичные извинения.
Поиск динамики обусловил появление в 1997 году серии картин «Посудная тряпка на бельевой верёвке, 1-4» (англ. Dishcloth on Line, 1-4). Четыре картины, входящие в серию, изображают сгорающий кусок ткани на разных стадиях процесса на фоне зимнего пейзажа. Пратт также пробовала себя в других областях изобразительного искусства. Так, вместе со стеклодувами Дайан Видулич и Дэвидом Нью-Смоллом она подготовила к своей очередной выставке в 1995 году скульптурную композицию из стекла «Дом внутри дома моей матери». В 1995—2002 годах художница работала над серией ксилографий в сотрудничестве с профессиональным гравёром Масато Арикуси. В 2000 году Пратт опубликовала книгу мемуаров «Личная каллиграфия» (англ. A Personal Calligraphy), которая получила высокие отзывы критиков и удостоилась премии Союза писателей Ньюфаундленда и Лабрадора в области нехудожественной литературы.

### Коммерческий успех и критика
Цены на произведения Пратт на протяжении её творческой карьеры постепенно росли — если на первых выставках цена картины составляла в среднем 2 тысячи долларов, то ближе к концу 1970-х годов достигла уже 10 тысяч, а в середине 1990-х — 30 тысяч. Это всё же было ниже цен на картины Кристофера. Разницу К. Бишоп-Гвин объясняет как бо́льшим масштабом его полотен, так и традиционно заниженной оценкой женского творчества (в одном из поздних интервью художница в частности жаловалась, что её выставки не принимают Художественная галерея Онтарио и Национальная галерея Канады, где в то же время регулярно проходят экспозиции работ её мужа). Рекордные цены на их новые работы были установлены практически одновременно: в 2012 году одна из картин Мэри была продана за 60 тысяч долларов, а на следующий год за новую картину Кристофера заплатили 158 тысяч.
В то же время Мэри была значительно более продуктивна, чем её муж, таким образом компенсируя разницу в цене за отдельную работу. К середине 1990-х годов работа Пратт, по словам одного из критиков, напоминала конвейерное производство, что приводило к общему снижению уровня произведений. Тем не менее опасения, что такое массовое производство затопит рынок и приведёт к снижению цен на работы Пратт, не оправдались, и она продолжала писать почти до 80-летнего возраста. Завершение творческой карьеры Пратт почти в точности совпало по времени с завершением эпохи плёночной фотосъёмки — выпуск используемых ею плёнок Kodachrome и Ektachrome был прекращён соответственно в 2009 и 2013 годах из-за развития цифровой фотографии.
Обозреватель газеты Toronto Star Роберт Пулфорд уже в 1970-е годы охарактеризовал Пратт как «поэтессу кухни». Сорок лет спустя критик Питер Симпсон в статье «„Эротичные“ желе Мэри Пратт» назвал темы её творчества «прославлением обыденных объектов». Искусствоведы отмечали, что её чувственная манера изображения продуктов предвосхитила более позднюю эпоху «пищевой порнографии» (англ. food porn). Ряд критиков сравнивали её небольшие картины со скромными по объёму, но насыщенными смыслом рассказами Элис Манро; сама писательница посвятила её картинам цикл из 11 экфрастических стихотворений. Её однофамилица, поэтесса из Британской Колумбии Джейн Манро, также написала серию стихотворений, вдохновлённых картинами Пратт, которые в 2010 году вошли в её сборник Active Pass, а поэт-лауреат Торонто Дионн Бранд в том же году посвятила стихотворение самой социально заряженной работе художницы — «Станции обслуживания». Наряду с положительными отзывами на творчество Пратт, у неё были и менее доброжелательные критики, называвшие её картины китчем и искусством для среднего класса и сравнивавшие их с поздравительными открытками.
Журналист Гарри Брюс, учившийся с Праттами в университете, назвал Мэри в статье в журнале Canadian «художницей-домохозяйкой». Его публикация заложила основу для стереотипного представления о ней как о преданной жене, которая принесла собственный талант в жертву счастью мужа и детей. Творческий стиль Мэри Пратт часто противопоставляют стилю её мужа. К. Бишоп-Гвин пишет: «Подход Кристофера — лёд; Мэри — пламя». В то время как для Мэри Пратт характерны праздничное буйство живых красок и концентрация на красоте повседневности, выдержанную в синевато-серых тонах живопись Кристофера отличает угловатая лаконичность, а на его лучших работах запечатлены ландшафты и архитектура: внешний облик зданий и интерьеры. В гораздо меньшей степени ему удавалось изображение живого тела: по словам Бишоп-Гвин, он навсегда усвоил в Школе искусств Глазго классический стиль изображения обнажённой натуры, и любые попытки освободиться от него, придать работе больше экспрессии приводили к тому, что в картинах проявлялась грубость на грани непристойности. В творчестве Мэри Пратт интерьеры занимают относительно небольшое место; многие из этих картин изображают внутреннее убранство дома её родителей и созданы в конце 1980-х и в 1990-е годы, в период разрыва с мужем.

## Признание
Мэри Пратт — один из наиболее любимых критикой живописцев Канады. Её творчеству посвящены несколько книг, в том числе прижизненные Art of Mary Pratt: The Substance of Light (1995), Simple Bliss: The Paintings and Prints of Mary Pratt (2004) и Mary Pratt (2013). Уже при жизни художнице был посвящён также ряд документальных фильмов. Произведения Пратт выставлены в ряде публичных галерей. Значительными по объёму коллекциями её работ владеют картинная галерея The Rooms (Сент-Джонс), Бивербрукская художественная галерея (Фредериктон), Художественная галерея Новой Шотландии (Галифакс) и Художественная галерея им. Оуэнса в Университете Маунт-Эллисон. Отдельные произведения представлены в крупнейших канадских художественных музеях — Национальной галерее Канады («Смородиновое желе», 1972), Художественной галерее Онтарио («Станция обслуживания», 1978), монреальском Музее современного искусства («Рождественский костёр», 1981), — а также в офисе Верховного комиссариата Канады в Великобритании. В 2007 году почта Канады выпустила две марки с репродукциями картин Пратт — «Айсберг в Северной Атлантике» (1991) и «Полка с желе» (1999).
В 1996 году Мэри Пратт была произведена в компаньоны ордена Канады — высшая степень этого ордена, — присоединившись к мужу, удостоившемуся аналогичного звания в 1983 году. На следующий год ей была присуждена одна из наиболее престижных наград Канады в области искусств — премия Молсона. В 2013 году она стала членом Королевской канадской академии искусств. В число наград художницы входят также медали Золотого и Бриллиантового юбилеев королевы Елизаветы II (2002 и 2012) и памятная медаль Канадской конференции искусств (1993), её имя включено в списки Зала славы Совета по искусству Ньюфаундленда и Лабрадора (1994) и журнала Maclean's (1997).
В разные годы рядом канадских университетов Пратт были присвоены девять почётных учёных званий. Среди вузов, почётным доктором которых она стала, были Университет Дэлхаузи (1985), Мемориальный университет (доктор литературы, 1986), Университет Сен-Томас (1989), Торонтский университет (1990) и Университет Маунт-Эллисон (1992). С 1990 года она была почётным членом Колледжа искусств Онтарио, учредившего стипендию имени Кристофера Пратта и Мэри Уэст Пратт, а с 2012 года — почётным членом Королевского архитектурного института Канады.

## Семья
Первый муж — Джон Кристофер Пратт (9 декабря 1935 — 5 июня 2022). Годы брака — 1957—2004. Дети:
- Уильям Джон (род. 30 июля 1958)[24];
- Энн (род. 23 мая 1960)[161];
- Барбара (Барби, род. 16 февраля 1963)[162];
- Эдвин Джеймс[35] (Нед, род. 15 августа 1964)[163];
- Дэвид Филип (род. и ум. 2 января 1975)[164].

Двое старших детей Пратт демонстрировали хорошие способности к изобразительному искусству, но избрали карьеру государственных служащих (Джон как юрист, Энн в сфере связей с общественностью). Эдвин стал успешным фотографом, а Барбара — художницей, работы обоих выставляются, в том числе в рамках персональных выставок.
Второй муж — Джеймс Малон Розен (англ. James Mahlon Rosen, 1933—2023). Годы брака — 2006—2012.